# Марко Валок
Марко Валок (Сурчин, 5. март 1927 — Београд, 29. септембар 2024) био је југословенски фудбалер и тренер. За ФК Партизан је одиграо 470 мечева и постигао 411 голова за 12 година играња. Играо је за репрезентацију ФНРЈ, а после играчке каријере био је тренер. Имао је чин потпуковника Југословенске народне армије (ЈНА).

## Спортска биографија
Валок је рођен 5. марта 1927. године у Сурчину. Са 15 година се укључио у Народноослободилачки покрет (НОП) као илегалац, а у партизане је отишао са 17 година, маја 1944. године. Ветеран је борби на Сремском фронту. Из рата је изашао са чином потпоручника Југословенске армије (ЈА) и Орденом за храброст.
Фудбал почео да игра у земунском ФК Витез 1939. године, а 1941. је прешао да игра у земунски Грађански. Као припадник Корпуса народне одбране Југославије (КНОЈ), наступао је на једном војном турниру у Загребу, где су га приметили људи из Партизана, у који је прешао 1947. године. Наиме, по повратку са турнира у Крушевац, у којем је био стациониран, стигло му је наређење да се јави Централном дому Југословенске армије и генералу Васи Смајевићу, ради преласка у Партизан. Валок, активно војно лице, желео је да буде пилот и оде у Ваздухопловно војно училиште, у које није примљен, за шта су били одговорни људи из Партизана, како би прешао у редове црно-белих. Своју прву прволигашку утакмицу је имао у сезони 1947/48, када је са Партизаном освојио треће место на табели.
Као поручник, налазио се на месту руководиоца Војне фискултурне школе.
За Партизан је играо у периоду до 1959. године и за то време је одиграо 470 утакмица (165 првенствених) и постигао је 411 голова (90 првенствених). На голгетерској листи Партизана свих времена је други, иза Бобека (425 голова).
Валок је са Партизаном освојио једну шампионску титулу Југославије у сезони 1948/49 и три Купа Маршала Тита: 1952, 1954 и 1956/57. У сва три финална сусрета у купу Марко Валок је постизао голове. У финалима 1952. и 1954. године је постигао по два гола, а у финалу 1957. године је постигао један гол.
Преминуо је 29. септембра 2024. године у Београду. Сахрањен је на Земунском гробљу.

## Репрезентација Југославије
Валок је одиграо две утакмице за Б репрезентацију Југославије и шест утакмица за најбољу селекцију. Постигао је укупно три гола и то против Израела (2:5) у Тел Авиву два гола у квалификационој утакмици за Светско првенство 1950. и на пријатељској утакмици у Стокхолму против Шведске (1:2) један гол.
За репрезентацију је дебитовао 19. јуна 1949. на утакмици против Норвешке (3:1) у Ослу, а последњу утакмицу за репрезентацију је одиграо против Аустрије (2:7) у Бечу, 8. октобра 1950. године. Најчешће је играо на позицијама центарфора и десног крила.

## Тренерска каријера
Као спортски инструктор у ЈНА, Марко Валок је радио у Бурми (1959—1963), где је једно време био и тренер репрезентације Бурме. У периоду од 1963. па до 1967. године ради у Партизану. Године 1964. је завршио Вишу војну академију ЈНА, а демобилисан је на лични захтев 1967. године у чину потпуковника ЈНА, како би могао да се посвети тренерском позиву.
Био је такође тренер ФК Будућности из Титограда (1976/77), Војводине из Новог Сада (1980/81), Борца из Бање Луке, Тетекса из Тетова, Галенике и Рада из Београда. Радио је такође у Филаделфији (1979) и Турској (1982—1983).
Као селектор репрезентације Југославије је радио у периоду од 1977. па до 1979. године.